# Planidia (escarabajo)
Planidia es un género de escarabajos de la familia Buprestidae.

## Especies
- Planidia elongulata Obenberger, 1922
- Planidia freudei Jelinek, 1971
- Planidia hauseri Obenberger, 1931
- Planidia vansoni Obenberger, 1936
- Planidia velutina Kerremans, 1899